# Camila Barreto
Camila Martins Barreto (Rio Grande do Sul, ) é uma judoca brasileira.
É filiada à Federação Gaúcha de Judô e competidora pela KIAI (Associação Canoense de Judô e pela Seleção Brasileira de Judô na categoria sub-20 onde possui o título de campeã Sul-Americana de Judô.